# Rocco (cráter)
Rocco es un pequeño cráter de impacto lunar situado en la parte oriental del Oceanus Procellarum. Se encuentra al este de la pareja de cráteres formada por Krieger y Van Biesbroeck. Otro cráter aún más pequeño, Ruth, se halla a escasa distancia hacia el sursudoeste.
Es un cráter con forma de copa, con una mínima plataforma central. Aparece nítidamente marcado sobre la superficie del mar lunar, sin signos evidentes de erosión.

Antes de que la Unión Astronómica Internacional le adjudicase su nombre actual en el año 1976, su antiguo nombre era Krieger D. Según el documento de la NASA RP-1097, "Rocco" es un impacto menor cuyo nombre originalmente solo se utilizaba en conexión en el Lunar Topophotomap 39A1/S1, mapa en el que ya aparecía rotulado.
|  |  |